# Claire Rose
Claire Rose née Galloway  le 23 mai 1987 à Djeddah en Arabie Saoudite, est une coureuse cycliste britannique, professionnelle entre 2016 et 2018. Elle est championne de Grande-Bretagne du contre-la-montre en 2017.

## Biographie
Elle pratique l'aviron dans sa jeunesse. Elle se blesse et commence à pratiquer le cyclisme. Elle devient membre de la sélection britannique de poursuite par équipes. Toutefois, elle décide de privilégier ses études de médecine. Elle fait partie de 2012 à 2016 de l'équipe Escentual-For Viored qui change plusieurs fois de nom et devient professionnelle en 2016 sous celui de Podium Ambition. Une fois ses études finies, elle décide de tenter l'aventure aux États-Unis dans l'équipe Visit Dallas DNA.

## Palmarès sur route
- 2016
  - 2e du championnat de Grande-Bretagne du contre-la-montre
  - 3e du Tour de Bretagne
  - 3e de Ljubljana-Domzale-Ljubljana
- 2017
  -  Championne de Grande-Bretagne du contre-la-montre
  - Chico Stage Race :
    - Classement général
    - 4e étape (contre-la-montre)

  - 2e et 4e étapes de la Cascade Cycling Classic
  - 4e étape de la Redlands Bicycle Classic
  - 3e de la Joe Martin Stage Race

## Classements mondiaux
| Année                                 | 2016 | 2017 |
| ------------------------------------- | ---- | ---- |
| Classement UCI                        | 147e | 120e |
|                                       |      |      |
| Légende : nc = non classéSource : UCI |      |      |